# Кривуши (Кременчугский район)
Кривуши (укр. Кривуші) — село,
Песчанский сельский совет,
Кременчугский район,
Полтавская область,
Украина.
Код КОАТУУ — 5322483805. Население по переписи составляло 1100 человек.

## Географическое положение
Село Кривуши находится на левом берегу реки Днепр,
выше по течению на расстоянии в 1,5 км расположено село Самусиевка,
ниже по течению примыкает город Кременчуг.
Примыкает к селу Михайленки.

## История
- Село Кривуши образовалось в результате объединения хуторов Реевки, Яцынивки, Гориславки, Лобойковки, Сталивки (Васильевки), Гапеливки, Коваливки, Александровки (Александровского хутора), Нимцивки, Трофушивки, Дроботивки [1].
- Хутора были основаны в XVII—XVIII веках. По переписи 1726—1729 годов значится деревня Кривуши Власовской сотни Миргородского полка — 65 дворов, свободные.
- В 1764 году село передано в состав Днепровского пикинёрного полка Екатеринославской провинции Новоросийской губернии, а с 1783 года вошло в состав Кременчугского уезда Екатеринославского наместничества. В 1789 году в связи с большим наводнением уездные учреждения были перенесены из Кременчуга в Городище (с того года переименованное в Градижск), и село вошло в состав Градижского (ранее Городисткого) уезда Киевского наместничества.[2]
- Есть на карте 1826-1840 годов как Крауши.[3]

## социальной сферы
- Кривушанский учебно-воспитательный комплекс "Общеобразовательная школа - дошкольное учебное заведение"

## Достопримечательности
- Братская могила советских воинов.

## Известные люди
Войтенко, Нина Ефимовна (18 июня 1928 — апрель 2008) — педагог, Герой Социалистического Труда.